# Васильєва Анастасія Юріївна
Васильєва Анастасія Юріївна (нар. 18 січня 1992, Харків) — українська тенісистка, переможниця 36 турнірів ITF (дев'ять — в одиночному розряді).
Виграла дев'ять синглів та 28 парних титулів на турнірах Жіночого циклу ITF. Її найвищий рейтинг WTA в одиночному списку — 129, досягнутий у серпні 2014 року, а рейтинг у парній кар'єрі — № 145, якого вона досягла у жовтні 2015 року.

## Фінали ITF Circuit

### Сингли (9–15)
| Легенда |
| ------- |
| $80,000 |
| $60,000 |
| $25,000 |
| $15,000 |
| $10,000 |

| Поверхня фіналів |
| ---------------- |
| Жорстка (4–4)    |
| Глина (4–10)     |
| Трава (0–0)      |
| Килим (1–1)      |

| Результат | Номер | Дата              | Місце                  | Поверхня    | Суперник              | Рахунок              |
| --------- | ----- | ----------------- | ---------------------- | ----------- | --------------------- | -------------------- |
| Поразка   | 1.    | 1 червня 2008     | Харків, Україна        | Глина       | Олена Куликова        | 4–6, 6–7(5–7)        |
| Поразка   | 2.    | 30 травня 2009    | Харків, Україна        | Глина       | Дарія Кучміна         | 6–2, 3–6, 6–7(11–13) |
| Перемога  | 1.    | 5 листопада 2010  | Мінськ, Білорусь       | Килим (i)   | Євгенія Пашкова       | 6–4, 4–6, 6–3        |
| Перемога  | 2.    | 4 грудня 2010     | Мандья, Індія          | Жорстка     | Луксіка Кумхум        | 6–2, 3–6, 6–2        |
| Поразка   | 3.    | 4 березня 2012    | Брон, Франція          | Жорстка (i) | Марина Заневська      | 7–5, 6–7(2–7), 3–6   |
| Перемога  | 3.    | 24 березня 2012   | Алмата, Казахстан      | Жорстка (i) | Міхаела Гончова       | 6–4, 6–1             |
| Поразка   | 4.    | 30 вересня 2012   | Варна, Болгарія        | Глина       | Вікторія Томова       | 1–6, 4–6             |
| Поразка   | 5.    | 15 грудня 2012    | Анталія, Туреччина     | Глина       | Вікторія Кан          | 3–6, 5–7             |
| Поразка   | 6.    | 29 грудня 2012    | Санкт-Петербург, Росія | Килим (i)   | Регіна Куликова       | 0–6, 7–5, 4–6        |
| Перемога  | 4.    | 27 квітня 2013    | Андижан, Узбекистан    | Жорстка     | Оксана Калашникова    | 6–4, 7–5             |
| Поразка   | 7.    | 22 червня 2013    | Кельн, Німеччина       | Глина       | Антонія Лоттнер       | 6–4, 4–6, 5–7        |
| Перемога  | 5.    | 10 серпня 2013    | Москва, Росія          | Глина       | Дарія Миронова        | 6–2, 6–3             |
| Перемога  | 6.    | 7 вересня 2013    | Москва, Росія          | Глина       | Євгенія Родіна        | 6–2, 6–1             |
| Поразка   | 8.    | 29 вересня 2013   | Фергана, Узбекистан    | Жорстка     | Нігіна Абдураїмова    | 6–2, 1–6, 6–7(4–7)   |
| Поразка   | 9.    | 16 листопада 2013 | Мінськ, Білорусь       | Жорстка (i) | Маргарита Гаспарян    | 4–6, 4–6             |
| Поразка   | 10.   | 9 лютого 2014     | Гренобль, Франція      | Жорстка (i) | Полін Пармантьє       | 6–2, 0–6, 4–6        |
| Поразка   | 11.   | 1 березня 2014    | Бейнаско, Італія       | Глина (i)   | Анастасія Гримальська | 6–7(5–7), 3–6        |
| Перемога  | 7.    | 31 травня 2014    | Москва, Росія          | Глина       | Віталія Дятченко      | 7–5, 6–4             |
| Поразка   | 12.   | 3 серпня 2014     | Плзень, Чехія          | Глина       | Деніса Аллертова      | 1–6, 1–6             |
| Перемога  | 8.    | 12 грудня 2015    | Індаур, Індія          | Жорстка     | Карман Танді          | 7–5, 2–6, 6–2        |
| Поразка   | 13.   | 13 березня 2016   | Анталія, Туреччина     | Глина       | Анна Шефер            | 3–6, 3–6             |
| Перемога  | 9.    | 15 січня 2017     | Анталія, Туреччина     | Глина       | Таїсія Мордергер      | 7–5, 6–3             |
| Поразка   | 14.   | 22 січня 2017     | Анталія, Туреччина     | Глина       | Олександра Поспєлова  | 4–6, 6–1, 4–6        |
| Поразка   | 15.   | 18 червня 2017    | Падуя, Італія          | Глина       | Ребекка Петерсон      | 7–5, 1–6, 4–6        |

### Парні (28–25)
| Легенда        |
| -------------- |
| $80,000        |
| $50,000/60,000 |
| $25,000        |
| $15,000        |
| $10,000        |

| Покриття фіналу |
| --------------- |
| Жорстке (13–10) |
| Глина (12–13)   |
| Трава (0–0)     |
| Килим (3–2)     |

| Результат | Номер | Дата              | Місце                  | Покриття    | Партнер               | Суперники                                | Рахунок               |
| --------- | ----- | ----------------- | ---------------------- | ----------- | --------------------- | ---------------------------------------- | --------------------- |
| Runner-up | 1.    | 14 жовтня 2007    | Волос, Греція          | Килим       | Юстина Єгіолка        | Ольга Брузда Магдалена Кіщинська         | 3–6, 6–7              |
| Поразка   | 2.    | 18 липня 2009     | Буча, Україна          | Глина       | Євгенія Пашкова       | Ірина Бурячок Оксана Ужиловська          | 4–6, 4–6              |
| Перемога  | 1.    | 20 листопада 2009 | Пуне, Індія            | Жорстка     | Ніколь Клеріко        | Ніна Братчикова Ксенія Палкіна           | 4–6, 6–3, [13–11]     |
| Перемога  | 2.    | 12 червня 2010    | Кампобассо, Італія     | Глина       | Юліана Федак          | Марія Ірігоєн Лора Торпе                 | 2–6, 6–3, 6–4         |
| Поразка   | 3.    | 6 серпня 2010     | Астана, Казахстан      | Жорстка     | Юліана Федак          | Ніна Братчикова Катерина Лопес           | 4–6, 4–6              |
| Перемога  | 3.    | 16 жовтня 2010    | Харків, Україна        | Килим (i)   | Ганна Півень          | Марина Шамайко Міхаела Бузернеску        | 6–4, 6–4              |
| Поразка   | 4.    | 14 травня 2011    | Стамбул, Туреччина     | Жорстка     | Ганна Півень          | Десислава Младенова Андреа Вайденау      | 6–4, 4–6, 4–6         |
| Перемога  | 4.    | 15 жовтня 2011    | Єреван, Вірменія       | Глина       | Анастасія Гримальська | Ані Амірагян Татя Мікадзе                | 6–3, 6–3              |
| Перемога  | 5.    | 16 березня 2012   | Астана, Казахстан      | Жорстка (i) | Євгенія Пашкова       | Альбіна Хабібуліна Ілона Кремень         | 7–5, 6–2              |
| Перемога  | 6.    | 28 квітня 2012    | Андижан, Узбекистан    | Жорстка     | Альбіна Хабібуліна    | Сабіна Шаріпова Катерина Яшина           | 6–0, 6–2              |
| Перемога  | 7.    | 5 травня 2012     | Шимкент, Казахстан     | Жорстка     | Альбіна Хабібуліна    | Мая Гаверова Ксенія Палкіна              | 3–6, 6–1, [10–6]      |
| Поразка   | 5.    | 12 травня 2012    | Алмата, Казахстан      | Жорстка     | Альбіна Хабібуліна    | Сабіна Шаріпова Катерина Яшина           | 4–6, 6–3, [3–10]      |
| Поразка   | 6.    | 19 травня 2012    | Фергана, Узбекистан    | Жорстка     | Альбіна Хабібуліна    | Людмила Кіченок Надія Кіченок            | 4–6, 1–6              |
| Поразка   | 7.    | 2 червня 2012     | Карші, Узбекистан      | Жорстка     | Альбіна Хабібуліна    | Дарія Лебешева Катерина Яшина            | 6–7(5–7), 2–6         |
| Поразка   | 8.    | 3 серпня 2012     | Москва, Росія          | Глина       | Євгенія Пашкова       | Аріна Родіонова Валерія Соловйова        | 3–6, 3–6              |
| Перемога  | 8.    | 29 вересня 2012   | Варна, Болгарія        | Глина       | Міхаела Був           | Борислава Ботушарова Вікторія Томова     | 6–1, 7–5              |
| Перемога  | 9.    | 1 грудня 2012     | Анталія, Туреччина     | Глина       | Євгенія Пашкова       | Лора Іоана Андрей Яніна Тольян           | 4–6, 6–3, [10–2]      |
| Поразка   | 9.    | 28 грудня 2012    | Санкт-Петербург, Росія | Килим (i)   | Юлія Калабіна         | Олександра Артамонова Катерина Деголевич | 0–6, 2–6              |
| Перемога  | 10.   | 19 квітня 2013    | Наманган, Узбекистан   | Жорстка     | Альбіна Хабібуліна    | Валентина Івахненко Ксенія Палкіна       | 6–3, 6–3              |
| Перемога  | 11.   | 27 квітня 2013    | Андіжан, Узбекистан    | Жорстка     | Альбіна Хабібуліна    | Поліна Монова Катерина Яшина             | 7–5, 6–4              |
| Перемога  | 12.   | 4 травня 2013     | Шимкент, Казахстан     | Глина       | Аліна Хабібуліна      | Поліна Монова Анна Смоліна               | 2–6, 6–4, [11–9]      |
| Поразка   | 10.   | 1 червня 2013     | Москва, Росія          | Глина       | Євгенія Пашкова       | Ксенія Кирилова Поліна Монова            | 6–1, 4–6, [4–10]      |
| Перемога  | 13.   | 15 червня 2013    | Ессен, Німеччина       | Глина       | Євгенія Пашкова       | Ірина Раміалісон Констанція Сібілле      | 7–5, 6–4              |
| Перемога  | 14.   | 22 червня 2013    | Кельн, Німеччина       | Глина       | Євгенія Пашкова       | Тамара Чурович Антонія Лоттнер           | 6–3, 5–7, [10–6]      |
| Поразка   | 11.   | 6 липня 2013      | Брюссель, Бельгія      | Глина       | Міхаела Боу           | Анна Класен Шарлота Класен               | 1–6, 3–6              |
| Поразка   | 12.   | 10 серпня 2013    | Москва, Росія          | Жорстка     | Альбіна Хабібуліна    | Альона Фоміна Анна Шкудун                | 2–6, 5–7              |
| Перемога  | 15.   | 26 жовтня 2013    | Герцлія, Ізраїль       | Жорстка     | Юлія Бейгельзимер     | Башак Ерайдин Меліс Сезер                | 6–3, 6–3              |
| Поразка   | 13.   | 1 листопада 2013  | Стамбул, Туреччина     | Жорстка (i) | Софія Шапатава        | Чагла Бююкакчай Пемра Озген              | 3–6, 2–6              |
| Перемога  | 16.   | 23 листопада 2013 | Буча, Київ             | Килим (i)   | Софія Шапатава        | Ангеліна Калініна Єлизавета Кулічкова    | 7–6(7–4), 6–2         |
| Перемога  | 17.   | 8 лютого 2014     | Гренобль, Франція      | Килим (i)   | Софія Шапатава        | Катерина Козлова Маргарита Гаспарян      | 6–1, 6–4              |
| Перемога  | 18.   | 18 квітня 2014    | Карші, Узбекистан      | Жорстка     | Альбіна Хабібуліна    | Катерина Бичкова Вероніка Кудерметова    | 2–6, 7–5, [10–4]      |
| Поразка   | 14.   | 26 липня 2014     | Собота, Польща         | Глина       | Марина Заневська      | Барбора Крейчикова Александра Крунич     | 6–3, 0–6, [6–10]      |
| Поразка   | 15.   | 2 серпня 2014     | Плзень, Чехія          | Глина       | Лідія Морозова        | Сандра Клеменшиц Рената Ворачова         | 4–6, 5–7              |
| Поразка   | 16.   | 26 грудня 2014    | Пуне, Індія            | Жорстка     | Оксана Калашникова    | Анна Моргіна Ніна Стоянович              | 6–7(7–9), 4–6         |
| Перемога  | 19.   | 21 лютого 2015    | Москва, Росія          | Жорстка (i) | Лідія Морозова        | Натела Дзаламідзе Вероніка Кудерметова   | 6–4, 6–4              |
| Поразка   | 17.   | 16 травня 2015    | Ла-Марса, Туніс        | Глина       | Софія Шапатава        | Пемра Озген Іпек Сойлю                   | 6–3, 3–6, [4–10]      |
| Поразка   | 18.   | 19 червня 2015    | Мінськ, Білорусь       | Глина       | Пемра Озген           | Валентина Івахненко Ірина Хомачова       | 3–6, 0–6              |
| Поразка   | 19.   | 26 червня 2015    | Москва, Росія          | Глина       | Альона Фоміна         | Ірина Хромачова Поліна Лейкіна           | 5–7, 5–7              |
| Поразка   | 20.   | 10 липня 2015     | Бурса, Туреччина       | Глина       | Софія Шапатава        | Марина Мельникова Лаура Поус-Тіо         | 4–6, 4–6              |
| Перемога  | 20.   | 16 серпня 2015    | Гехінген, Німеччина    | Глина       | Андреа Гаміс          | Вівіан Гейсен Катаріна Легнерт           | 4–6, 7–6(7–4), [10–3] |
| Перемога  | 21.   | 11 вересня 2015   | Софія, Болгарія        | Глина       | Софія Шапатава        | Елітса Костова Катерина Крамперова       | 6–2, 6–2              |
| Перемога  | 22.   | 18 вересня 2015   | Добрич, Болгарія       | Глина       | Софія Шапатава        | Елітса Костова Катерина Крамперова       | 6–2, 6–0              |
| Поразка   | 21.   | 25 вересня 2015   | Буча, Україна          | Глина       | Ольга Янчук           | Єкатерина Горгодзе Софія Шапатава        | 5–7, 2–6              |
| Перемога  | 23.   | 11 грудня 2015    | Індаур, Індія          | Жорстка     | Вероніка Капшай       | Друті Татачар Венугопал Карман Танді     | 6–1, 6–3              |
| Перемога  | 24.   | 25 грудня 2015    | Пуне, Індія            | Жорстка     | Валентина Івахненко   | Сюй Цзеюй Прартхана Томбаре              | 4–6, 6–2, [12–10]     |
| Перемога  | 25.   | 19 березня 2016   | Анталія, Туреччина     | Жорстка     | Ольга Дорошина        | Наталья Новотна Маркета Вондроушова      | 6–2, 6–1              |
| Поразка   | 22.   | 2 квітня 2016     | Анталія, Туреччина     | Жорстка     | Вікторія Томова       | Айла Аксу Меліз Сезер                    | 3–6, 3–6              |
| Перемога  | 26.   | 27 травня 2016    | Андижан, Узбекистан    | Жорстка     | Барбора Штефкова      | Вікторія Кан Сабіна Шаріпова             | 6–3, 4–6, [10–7]      |
| Перемога  | 27.   | 21 липня 2017     | Бурса, Туреччина       | Глина       | Валентина Івахненко   | Діа Герджелаш Олександра Поспєлова       | 6–3, 5–7, [10–1]      |
| Перемога  | 28.   | 14 січня 2018     | Анталія, Туреччина     | Глина       | Софія Шапатава        | Іпек Ез Ксенія Палкіна                   | 5–7, 6–0, [13–11]     |
| Поразка   | 23.   | 3 березня 2018    | Анталія, Туреччина     | Глина       | Аміна Аншба           | Агнес Букта Діа Герджелаш                | 3–6, 3–6              |
| Поразка   | 24.   | 25 March 2018     | Пула, Італія           | Глина       | Софія Шапатава        | Шантал Шкамлова Ева Вакано               | 1–6, 7–5, [6–10]      |
| Поразка   | 25.   | 20 жовтня 2018    | Анталія, Туреччина     | Жорстка     | Поліна Губіна         | Яна Маркова Магдалена Пентуцкова         | 1–6, 0–6              |